# Deutsche Presse-Agentur

Logo

Het hoofdkantoor in Hamburg

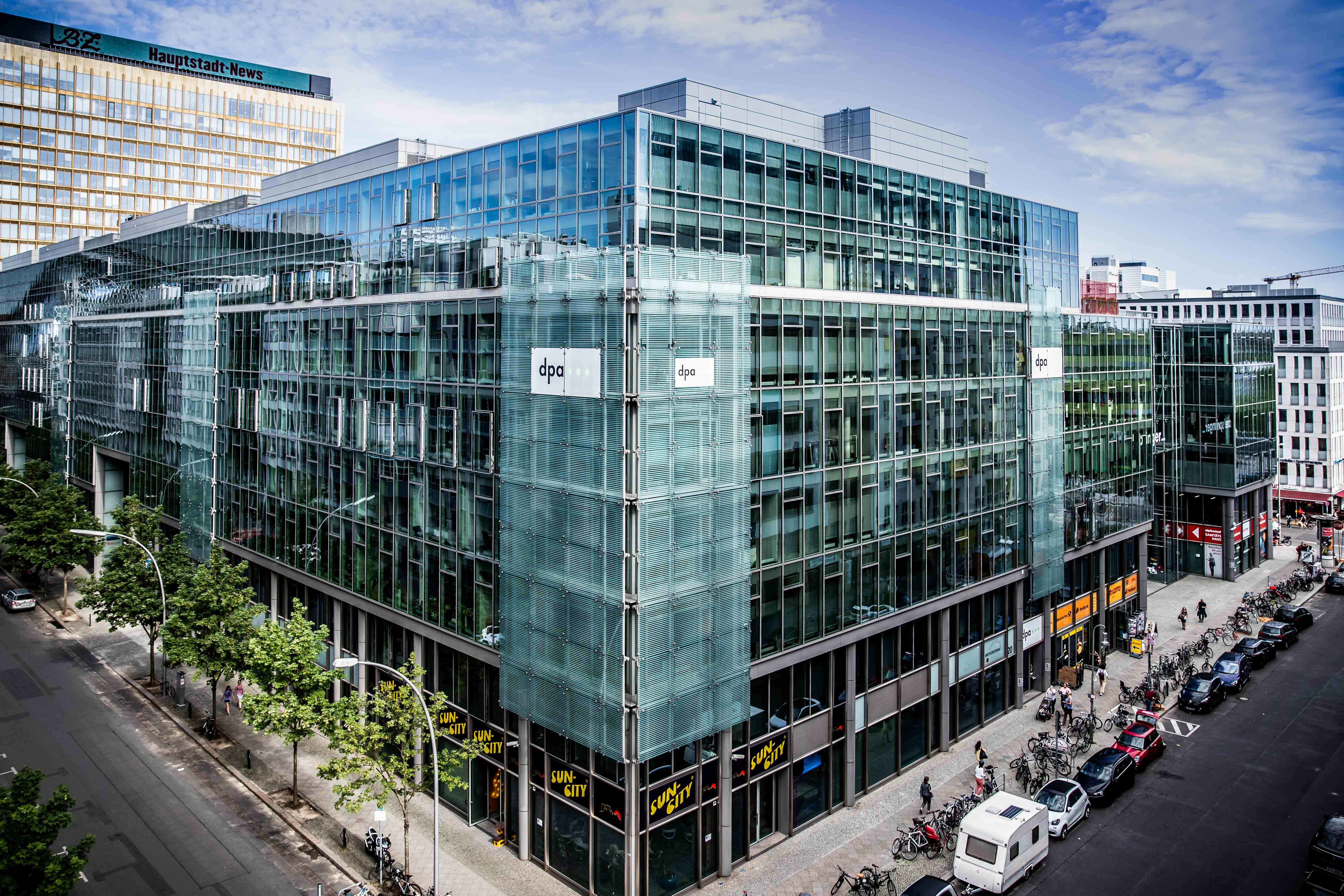
Het redactiegebouw in Berlijn

De Deutsche Presse-Agentur GmbH (DPA) is het grootste persbureau van Duitsland. Het is vertegenwoordigd in tachtig landen en heeft binnen Duitsland twaalf eigen kantoren in de deelstaten. Het hoofdkantoor is in Hamburg, terwijl de redactie zich in Berlijn bevindt. De DPA had in 2020 669 werknemers en een omzet van 93,9 miljoen euro. De DPA wordt in Nederland vertegenwoordigd door het ANP.

## Ondernemingsdoel
Het ondernemingsdoel van DPA is het verzamelen, bewerken en verspreiden van nieuwsberichten, archief- en beeldmateriaal van allerlei aard. Volgens de statuten moet het bureau deze opdracht vervullen "onpartijdig en onafhankelijk van bewerkingen en invloeden van partijen, wereldbeschouwelijke groepen, wetenschappelijke- en financiële groepen en regeringen".
DPA verspreidt met eigen correspondenten wereldwijd berichten als tekst, geluid, grafiek en beeld. Sinds 1988 betrekt het agentschap de buitenlandse berichten uitsluitend van eigen correspondenten.
Chef-redacteur is sinds 2014 Sven Gösmann, die in dat jaar Wolfgang Büchner opvolgde. Hij was afkomstig van de Rheinische Post. Büchner, de vroegere chef von Der Spiegel Online was in 2010 op zijn beurt de opvolger van Wilm Herlyn, die de DPA sinds 1991 had geleid.

## Bedrijfsstructuur
De circa 190 aandeelhouders van DPA zijn uitsluitend mediaondernemingen zoals uitgeverijen en omroepen. Daardoor overlappen de aandeelhouders en klanten van het agentschap elkaar voor een deel.
Een aandeelhouder kan maximaal 1,5 procent van het aandelenkapitaal verwerven, zodat de invloed van een enkele aandeelhouder zo sterk mogelijk beperkt is. Het aantal elektronische media mag hooguit 25 procent zijn.

## Geschiedenis
DPA kwam in 1949 voort uit de Deutsche Nachrichtenagentur (Dena), de Deutscher Pressedienst en de Süddeutsche Nachrichtenagentur (Südena). Het agentschap werd als coöperatie op 18 augustus 1949 in Goslar opgericht. Sinds 1951 is het een naamloze vennootschap. De eerste chef-redacteur en bedrijfsleider was Fritz Sänger, die bedrijfsleider was tot 1955 en chef-redacteur tot 1959. Het eerste bericht ging naar de redacties op 1 september 1949.

## Duitstalige dienst
De DPA-Basisdienst is het belangrijkste product, met dagelijks circa 800 berichten vanuit de hele wereld in de gebieden politiek, economie, cultuur, sport en varia. Daarnaast zijn er in Duitsland twaalf regionale diensten (dpa-Landesdienst), die eveneens alle klassieke gebieden afdekken. De klanten krijgen dagelijks ongeveer 350 nieuwe foto's aangeboden.
De DPA-klanten ontvangen hun diensten voor een maandelijks bedrag, gestaffeld naar de grootte van hun medium. Bijkomende kosten voor het gebruik van de inhoud zijn er niet.
De DPA-Basisdienst is de belangrijkste Duitstalige berichtendienst, die daardoor een toonaangevende functie heeft in de agendabepaling van de Duitstalige media heeft. Decennialang waren praktisch alle Duitse omroepen en kranten aangesloten, die daardoor ook zonder eigen correspondenten omvattend over de gebeurtenissen in de hele wereld konden berichten. Eind 2008 heeft echter een van de grootste Duitse regionale kranten, de Westdeutsche Allgemeine Zeitung, opgezegd. Voorheen hadden al andere regionale kranten de DPA-diensten afbesteld.

## Anderstalige diensten
De DPA-Wereldberichtendienst bestaat naast het Duits in het Engels, Spaans en Arabisch. De Engelstalige dienst wordt in Berlijn geproduceerd, de Spaanse in Buenos Aires en Madrid, de Arabische dienst heeft zijn voornaamste redactie in Caïro.

## Dochterbedrijven en samenwerkingen
De Deutsche Presse-Agentur werkt bij de aankoop en de verspreiding van berichten samen met meerdere andere persbureaus, waaronder buitenlandse bedrijven zoals het Oostenrijkse persbureau APA. Daarmee onderhoudt het samen het agentschap DPA-AFX Economische Berichten. Ook met het Zwitserse persbureau Schweizerische Depeschenagentur is een samenwerking.
Sinds 2002 is door DPA-Beeldchef Reiner Merkel het 100-procents dochterbedrijf Picture-Alliance opgebouwd, een online platform van de zes grootste beeldagentschappen akg-images, Bildagentur Huber, dpa-Bilderdienste, kpa photo archive, Okapia en Picture Press.

## Concurrentie
De Deutsche Presse-Agentur ondervindt concurrentie van andere persbureaus zoals de DAPD Nachrichtenagentur en de Duitse takken van buitenlandse bureaus Agence France-Presse (AFP) en Thomson Reuters. Ook gespecialiseerde agentschappen zoals de Evangelische Pressedienst en de Katholische Nachrichten-Agentur, de Deutsche Textservice (DTS) Nachrichtenagentur en de Sport-Informations-Dienst concurreren met het aanbod van DPA.